# Otto Ulrich Bährens
Otto Ulrich Bährens (* 9. Mai 1911 in Frankfurt (Oder); † 5. Februar 2007 in Bad Hersfeld) war ein deutscher Politiker.

## Leben
Als Sohn eines Chemikers geboren, studierte Bährens Rechts- und Staatswissenschaften sowie Volkswirtschaft in Jena und Berlin. Während seines Studiums wurde er 1929 Mitglied der Burschenschaft Germania Jena. Zum 1. März 1932 trat er der NSDAP bei (Mitgliedsnummer 952.009). 1933 war er Referendar beim Kammergericht und legte 1937 seine zweite Staatsprüfung ab. In der Folge wurde er 1937 Vertreter des Landrats im Landkreis Wohlau. 1938 wurde er in das Gewerbedezernat beim Regierungspräsidenten in Düsseldorf versetzt. 1939 wurde er stellvertretender Landrat im Landkreis Tepl. Im selben Jahr wurde er Landrat in Oschersleben und war dann ab 1940 Regierungsrat in Allenstein. Bis zu einer schweren Verwundung 1942 nahm er am Zweiten Weltkrieg in Frankreich und Russland teil. 1944 wurde er Landrat im Kreis Frankenstein, von wo er 1945 vertrieben wurde und in Gefangenschaft geriet. 1948 entlassen, wurde er wissenschaftlicher Mitarbeiter und später Direktor der Landesstelle Hessen und Rheinland-Pfalz des Deutschen Gemeindeverlages. Er trat in dieser Zeit in die SPD ein. 1951 wurde er in den Staatsdienst übernommen, wurde Referent im Hessischen Innenministerium, 1952 Oberregierungsrat in Wiesbaden und 1954 Regierungsdirektor. 1957 wurde er Landrat im Kreis Rotenburg, dann nach der Gebietsreform 1971 bis 1976 im Landkreis Hersfeld-Rotenburg.

## Veröffentlichungen
- Der Kreis Rotenburg in Nordhessen. Stuttgart 1971.